# 环己烷甲酸缩水甘油酯
环己烷甲酸缩水甘油酯是一种有机化合物，化学式为C10H16O3，它是一种无色油状液体。

## 制备及反应
环己烷甲酸缩水甘油酯可由环己烷甲酰氯和缩水甘油在4-二甲氨基吡啶存在下反应制得，或由环己烷甲酸、碳酸钾和环氧溴丙烷在二甲基甲酰胺中反应得到。
它和吡咯烷在异丙醇中加热反应，可以得到环己烷甲酸-2-羟基-3-吡咯烷基丙酯。

## 拓展阅读
- Steinmann, B. Acid curing of epoxides: an unexpected mechanism for the reaction of glycidyl esters with acids. Polymer Bulletin 22, 637–644 (1989). doi:10.1007/BF00718946